# Division II i ishockey 1943/1944
Division II i ishockey 1943/1944 var den näst högsta divisionen i svensk ishockey under säsongen 1943/1944. Denna säsong utökades divisionen med två nya grupper: Division II Västra och Division II Mälaren. Dessutom ökades antalet lag från 26 till 32. I slutet av säsongen möttes gruppsegrarna för kval till högsta serien som Mariefred och Traneberg vann. Det visade sig dock att man ansträngt sig i onödan då Svenska Ishockeyförbundet beslutade att utöka Division I till den kommande säsongen och därför flyttade upp samtliga gruppsegrare.

## Lagen
Sedan förra säsongen hade Mariefred och Matteuspojkarna (Stockholm) flyttats ner från Svenska serien. Båda lagen placerades i den nyinrättade Mälarserien. Dit fördes även Södertälje IF, Sture (Stockholm) och Åker (Åkers styckebruk) från södra gruppen samt Djurgårdens IF som flyttats upp från Stockholmsseriens Klass I. Skuru IK (Nacka) som flyttats upp tillsammans med Djurgården placerades i den södra gruppen. Till den nya västra gruppen överfördes hela den gamla Värmlandsserien med följande lag: Färjestads BK, IF Göta och Söderstrands IF från Karlstad samt Forshaga och Skoghalls IF.

## Division II Norra
| Nr | Lag           | S | V | O | F | GM | IM | MS  | P  |
| -- | ------------- | - | - | - | - | -- | -- | --- | -- |
| 1  | Sandvikens IF | 8 | 8 | 0 | 0 | 48 | 14 | +34 | 16 |
| 2  | IK Huge       | 8 | 4 | 1 | 3 | 28 | 25 | +3  | 9  |
| 3  | Gefle IF      | 8 | 3 | 1 | 4 | 22 | 34 | −12 | 7  |
| 4  | Strömsbro IF  | 8 | 3 | 0 | 5 | 22 | 24 | −2  | 6  |
| 5  | Hofors IK     | 8 | 1 | 0 | 7 | 15 | 38 | −23 | 2  |

## Division II Västra
| Nr | Lag             | S | V | O | F | GM | IM | MS  | P  |
| -- | --------------- | - | - | - | - | -- | -- | --- | -- |
| 1  | IF Göta         | 8 | 8 | 0 | 0 | 28 | 6  | +22 | 16 |
| 2  | Forshaga IF     | 8 | 4 | 1 | 3 | 26 | 12 | +14 | 9  |
| 3  | Färjestads BK   | 8 | 4 | 1 | 3 | 22 | 16 | +6  | 9  |
| 4  | Skoghalls IF    | 8 | 3 | 0 | 5 | 13 | 20 | −7  | 6  |
| 5  | Söderstrands IF | 8 | 0 | 0 | 8 | 5  | 40 | −35 | 0  |

## Division II Centrala
IF Verdandi, Eskilstuna, deltog i fyra omgångar, men kunde inte slutföra serien.
| Nr | Lag            | S | V | O | F | GM | IM | MS  | P  |
| -- | -------------- | - | - | - | - | -- | -- | --- | -- |
| 1  | Surahammars IF | 8 | 5 | 1 | 2 | 19 | 12 | +7  | 11 |
| 2  | Västerås SK    | 8 | 5 | 0 | 3 | 40 | 14 | +26 | 10 |
| 3  | IF Aros        | 8 | 4 | 1 | 3 | 16 | 25 | −9  | 9  |
| 4  | Västerås IK    | 8 | 3 | 1 | 4 | 10 | 16 | −6  | 7  |
| 5  | IK Westmannia  | 8 | 1 | 1 | 6 | 10 | 28 | −18 | 3  |
| 6  | IF Verdandi    | 0 | 0 | 0 | 0 | 0  | 0  | 0   | 0  |

## Division II Mälaren
| Nr | Lag                  | S  | V | O | F | GM | IM | MS  | P  |
| -- | -------------------- | -- | - | - | - | -- | -- | --- | -- |
| 1  | IFK Mariefred        | 10 | 8 | 1 | 1 | 42 | 16 | +26 | 17 |
| 2  | UoIF Matteuspojkarna | 10 | 7 | 1 | 2 | 52 | 22 | +30 | 15 |
| 3  | Djurgårdens IF       | 10 | 6 | 0 | 4 | 24 | 22 | +2  | 12 |
| 4  | Södertälje IF        | 10 | 4 | 1 | 5 | 21 | 32 | −11 | 9  |
| 5  | IK Sture             | 10 | 2 | 0 | 8 | 20 | 50 | −30 | 4  |
| 6  | Åkers IF             | 10 | 1 | 1 | 8 | 19 | 36 | −17 | 3  |

## Division II Östra
| Nr | Lag             | S  | V | O | F | GM | IM | MS  | P  |
| -- | --------------- | -- | - | - | - | -- | -- | --- | -- |
| 1  | Tranebergs IF   | 10 | 9 | 0 | 1 | 42 | 22 | +20 | 18 |
| 2  | IF Vesta        | 10 | 7 | 1 | 2 | 30 | 25 | +5  | 15 |
| 3  | IFK Lidingö     | 10 | 5 | 0 | 5 | 26 | 28 | −2  | 10 |
| 4  | IK Sirius       | 10 | 4 | 0 | 6 | 22 | 32 | −10 | 8  |
| 5  | Lilljanshofs IF | 10 | 3 | 1 | 6 | 19 | 27 | −8  | 7  |
| 6  | Rålambshofs IF  | 10 | 1 | 0 | 9 | 16 | 21 | −5  | 2  |

## Division II Södra
| Nr | Lag             | S | V | O | F | GM | IM | MS  | P  |
| -- | --------------- | - | - | - | - | -- | -- | --- | -- |
| 1  | Skuru IK        | 8 | 6 | 0 | 2 | 25 | 14 | +11 | 12 |
| 2  | Årsta SK        | 8 | 5 | 1 | 2 | 19 | 16 | +3  | 11 |
| 3  | Norrköpings AIS | 8 | 3 | 1 | 4 | 20 | 20 | 0   | 7  |
| 4  | IK Sleipner     | 8 | 3 | 0 | 5 | 15 | 15 | 0   | 6  |
| 5  | IFK Norrköping  | 8 | 2 | 0 | 6 | 7  | 21 | −14 | 4  |

## Kvalspel till Division I
- Traneberg–IF Göta, Karlstad 3–2
- Surahammar–Skuru 2–3
- Sandviken–Mariefred 2–3

Vinnarna gick vidare till kvalserien:
| Nr | Lag           | S | V | O | F | GM | IM | MS | P |
| -- | ------------- | - | - | - | - | -- | -- | -- | - |
| 1  | IFK Mariefred | 1 | 1 | 0 | 0 | 3  | 1  | +2 | 2 |
| 2  | Tranebergs IF | 1 | 1 | 0 | 0 | 3  | 2  | +1 | 2 |
| 3  | Skuru IK      | 2 | 0 | 0 | 2 | 3  | 6  | −3 | 0 |

En match som inte påverkade utgången ställdes in. Efter att kvalserien spelats färdigt beslutades att utöka Division I. Därför flyttades alla gruppsegrare upp till nästa säsong och kvalet blev betydelselöst.